# Heaven Knows (Rise Against)
Heaven Knows è il primo singolo dell'album Revolutions per Minute della melodic hardcore band Rise Against, scritta e cantata da Tim McIlrath.

## Formazione
- Tim McIlrath – voce, chitarra
- Chris Chasse - chitarra, voce secondaria
- Joe Principe – basso, voce secondaria
- Brandon Barnes – batteria